# (37552) 1981 EU39
1981 EU39 (asteroide 37552) é um asteroide da cintura principal. Possui uma excentricidade de 0.05489320 e uma inclinação de 9.74651º.
Este asteroide foi descoberto no dia 2 de março de 1981 por Schelte J. Bus em Siding Spring.